# 2011 Live EP
'2011 Live EP' é um EP ao vivo lançado pelo Red Hot Chili Peppers em 2012 através de seu website como download MP3 gratuito. Como forma de comemorar o pontapé de saída da tour da banda nos EUA em sua turnê mundial, Chad Smith pessoalmente selecionou cinco de suas apresentações favoritas de 2011 da turnê na Europa para os fãs para download grátis.
Durante "I'm with You Tour", 72 horas após o término de cada show, a banda vem lançando uma bootleg de cada show no seu site para os fãs de comprarem como um download.

## Faixas
1. "Look Around" (19 de novembro de 2011 - Birmingham, RU)
2. "Dani California" (19 de novembro de 2011 - Birmingham, RU)
3. "Monarchy of Roses" (15/11/111 - Manchester, RU)
4. "If You Have to Ask" (14 de novembro de 2011 - Manchester, RU)
5. "Give it Away" (12 de novembro de 2011 - Milão, Itália)

## Créditos
Red Hot Chili Peppers
- Anthony Kiedis – vocalista principal
- Flea – baixo, backing vocals
- Chad Smith – bateria, percussão
- Josh Klinghoffer – guitarra, backing vocals

Músicos adicionais
- Mauro Refosco – percussão
- Chris Warren – teclados